# Pegasos (Mythologie)

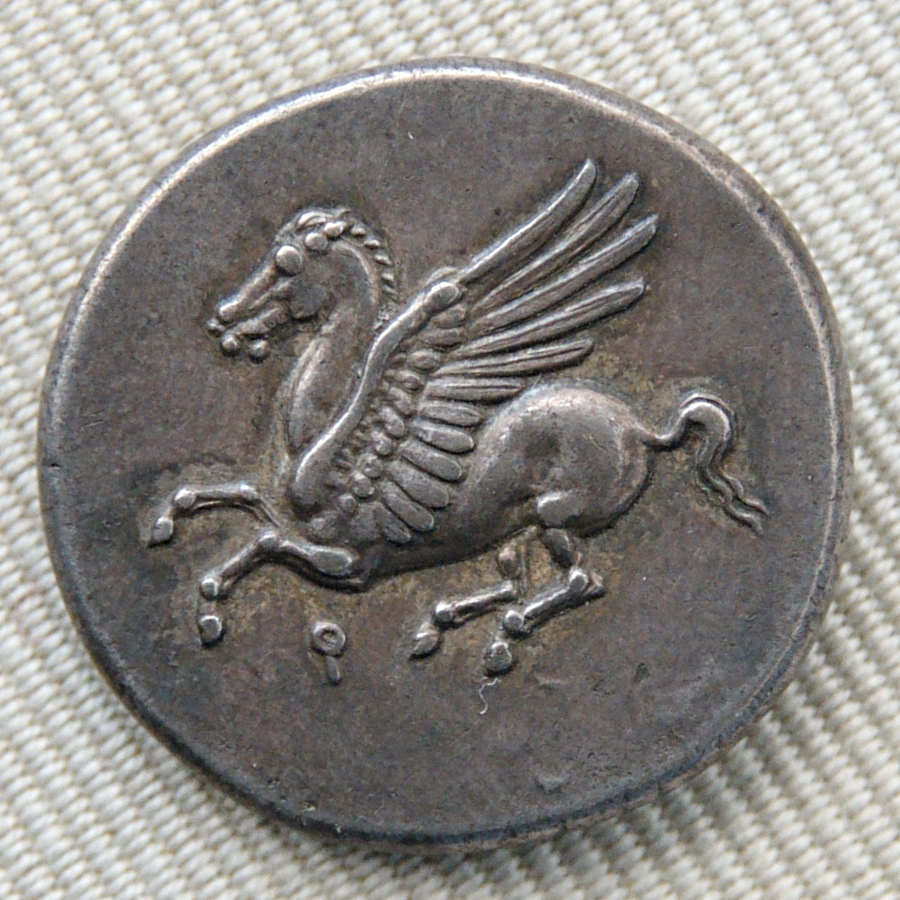
Vorderseite einer Silber-Tridrachme aus Korinth, ca. 308–306 v. Chr.

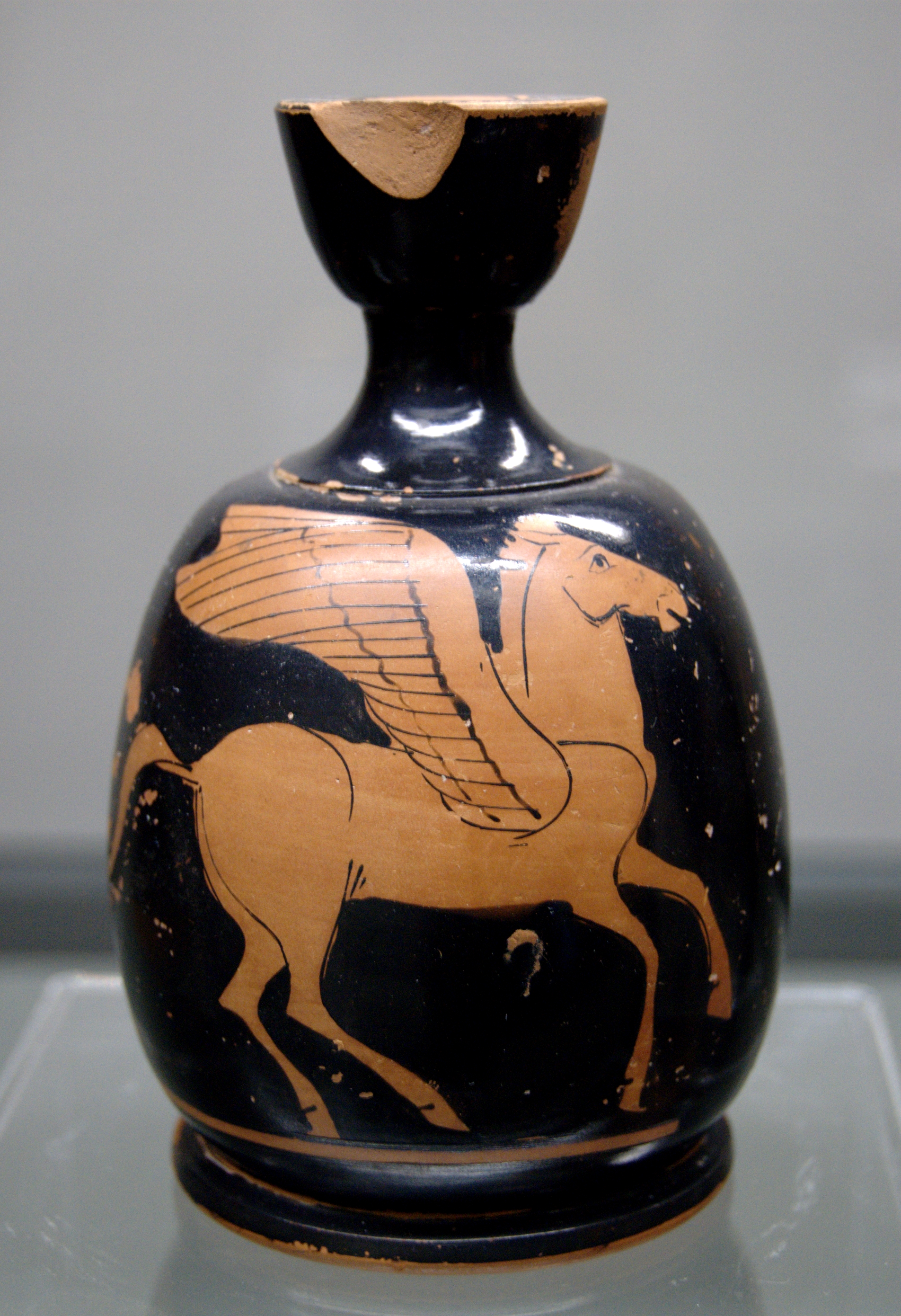
Pegasos, attische rotfigurige Lekythos, 480–460 v. Chr., Staatliche Antikensammlungen, München (Inv. 2504)

Pegasos (altgriechisch Πήγασος Pēgasos, lateinisch Pegasus, selten auch Pegasos) ist in der griechischen Mythologie ein geflügeltes Pferd.

## Mythos
Pegasos war das Kind des Meeresgottes Poseidon und der Gorgone Medusa. Die Überlieferungen über seine Geburt variieren: Eine Version berichtet, er sei aus Medusas Nacken entsprungen, als diese von Perseus geköpft wurde. Hierbei sei er als Zwilling von Chrysaor zur Welt gekommen. Eine andere erzählt, er sei aus jener Stelle der Erde entsprungen, auf welche Medusas Blut getropft sei.
Pegasos trug Bellerophon in seinem Kampf gegen die Chimära und die Amazonen. Es gibt verschiedene Geschichten, wie Bellerophon Pegasos gefunden habe: So sagen einige, dass der Held ihn trinkend am Brunnen von Peirene (am „pirenischen Quell“) gefunden habe, andere berichten, dass entweder Athene oder Poseidon Pegasos zu Bellerophon führten. Bevor er Bellerophon beistand, brachte Pegasos Blitz und Donner zu Zeus, und nach dem Tod Bellerophons kehrte er zum Berg Olymp zurück, um den Göttern zu helfen.
Angeblich entstanden durch Pegasos’ Hufschlag zwei Brunnen: Einer auf Geheiß von Zeus auf dem Gebirge Helikon (der „helikonische Quell“, aus dem alle Dichter trinken), ein anderer in Troizen mit der Quelle Hippokrene.
Pegasos wurde in ein Sternbild verwandelt, aber eine Feder seiner Flügel fiel nahe der Stadt Tarsos zurück auf die Erde und gab der Stadt ihren Namen. Seine Ursprünge als Mischwesen sind vermutlich orientalischer Herkunft. Er wurde häufig in der kretischen und kleinasiatischen Kunst und sogar noch bis in das dritte Jahrhundert auf römischen Münzen dargestellt.

## Rezeption

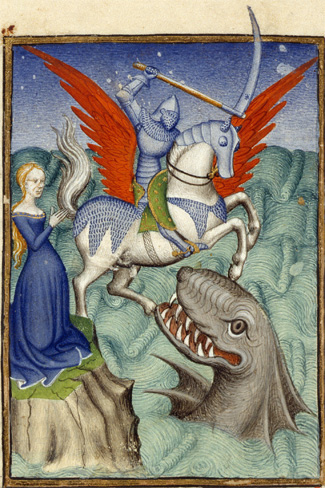
Perseus rettet auf Pegasos reitend Andromeda vor dem Seeungeheuer, 15. Jahrhundert.

Obgleich Pegasos in der griechischen Mythologie zwar in der Perseus-Sage erscheint, jedoch nicht zu dessen Reittier, sondern zu dem des Bellerophon wird, lässt sich spätestens im 14. Jahrhundert die konkurrierende Erzählung bzw. Darstellung belegen, dass Perseus auf Pegasos statt mit seinen Flügelschuhen durch die Luft fliegt und Andromeda vor dem Seeungeheuer rettet.
In der Neuzeit und Moderne nahm dieses Bild noch zu und hat etwa im filmischen Kontext die Flügelschuhe längst ersetzt. So rettet Perseus sowohl im Film Kampf der Titanen (1981) als auch dem gleichnamigen Remake Andromeda auf Pegasos reitend. Im Disney-Zeichentrickfilm Hercules (1997) wird Pegasos an dessen Seite gestellt und ist ein Geschenk von Zeus an seinen Sohn, um ihn zu beschützen.
Im übertragenen Sinne wird der geflügelte Pegasos als das Dichterross angesehen, als ein von dem Dichter gerittenes Sinnbild der Dichtkunst. Pegasos als Quelle aller Weisheit findet sich im berühmten Literaturexkurs in Gottfrieds von Straßburg Tristan, Vers 4728 ff.: ich waene, er (gemeint ist Heinrich von Veldeke) sîne wîsheit / ûz Pegases ursprunge nam, / von dem diu wîsheit elliu kam. Im Märchenschach wird eine Figur wegen ihrer besonderen Fähigkeiten Pegasus genannt.
Im Jahr 1913 schuf der deutsche Bildhauer Theodor von Gosen die Bronzeplastik Amor auf dem Pegasus reitend.

## Heraldik
In der Heraldik ist Pegasos eine gemeine Figur und zeigt ein geflügeltes Pferd in unterschiedlicher Darstellung. Das Pferd kann vollständig dargestellt sein, beispielsweise laufend, springend oder aufbäumend, oder es ist wachsend abgebildet. Alle Farben der Heraldik sind zulässig. Die Hauptdarstellung für das Wappentier ist blickend heraldisch rechts. Symbolisch steht Pegasos für die Künste. In der Heraldik wird Pegasos auch Flügelpferd genannt. Es ist im Wappen des Templerordens als Zeichen der Armut abgebildet.

## Galerie

Pegasos in Kunst und Heraldik
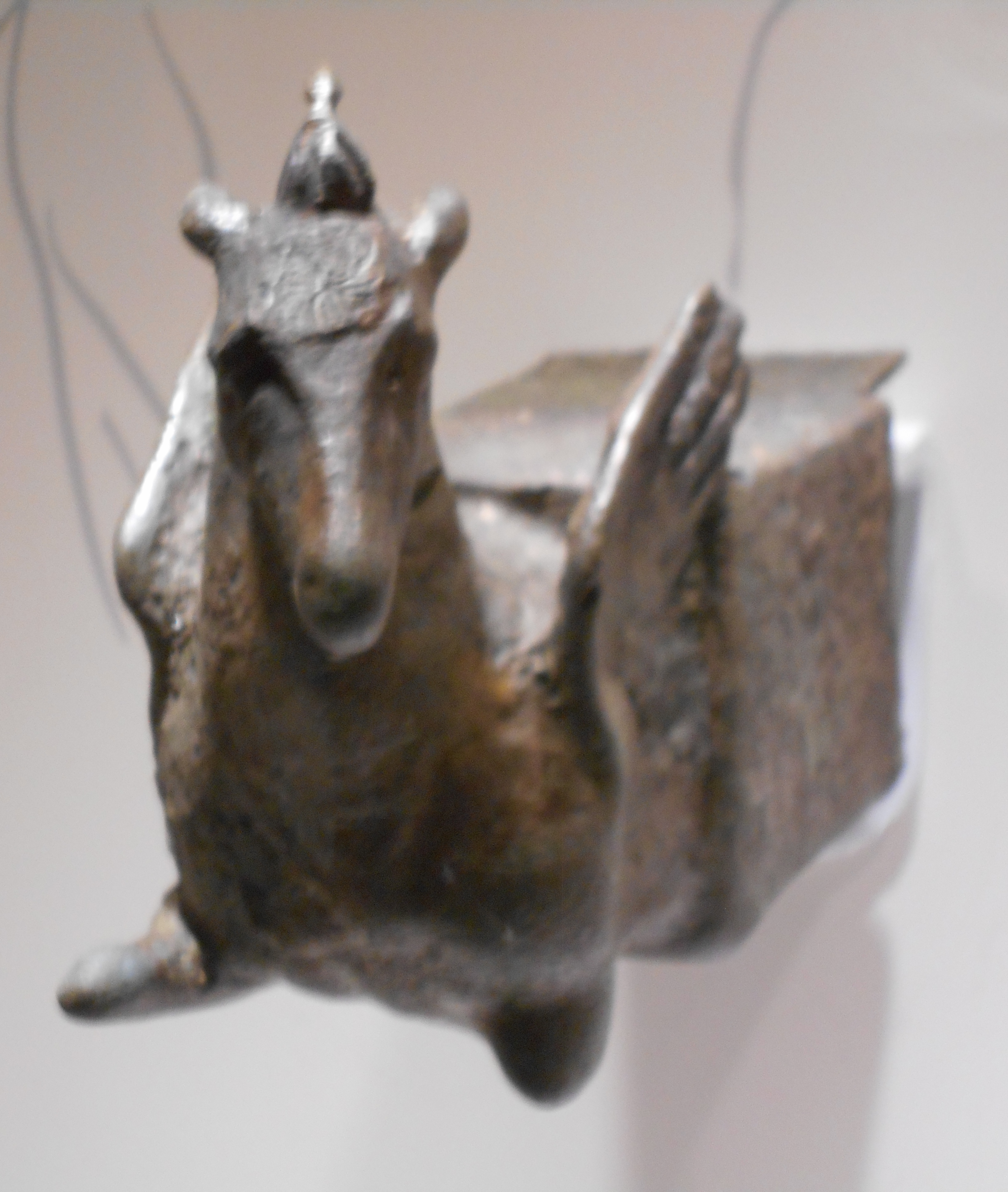
Bronzene Pegasosfigur, Teil der Ausschmückung eines Schiffs aus dem 1. oder 2. Jahrhundert, Archäologisches Museum von Alanya, Türkei
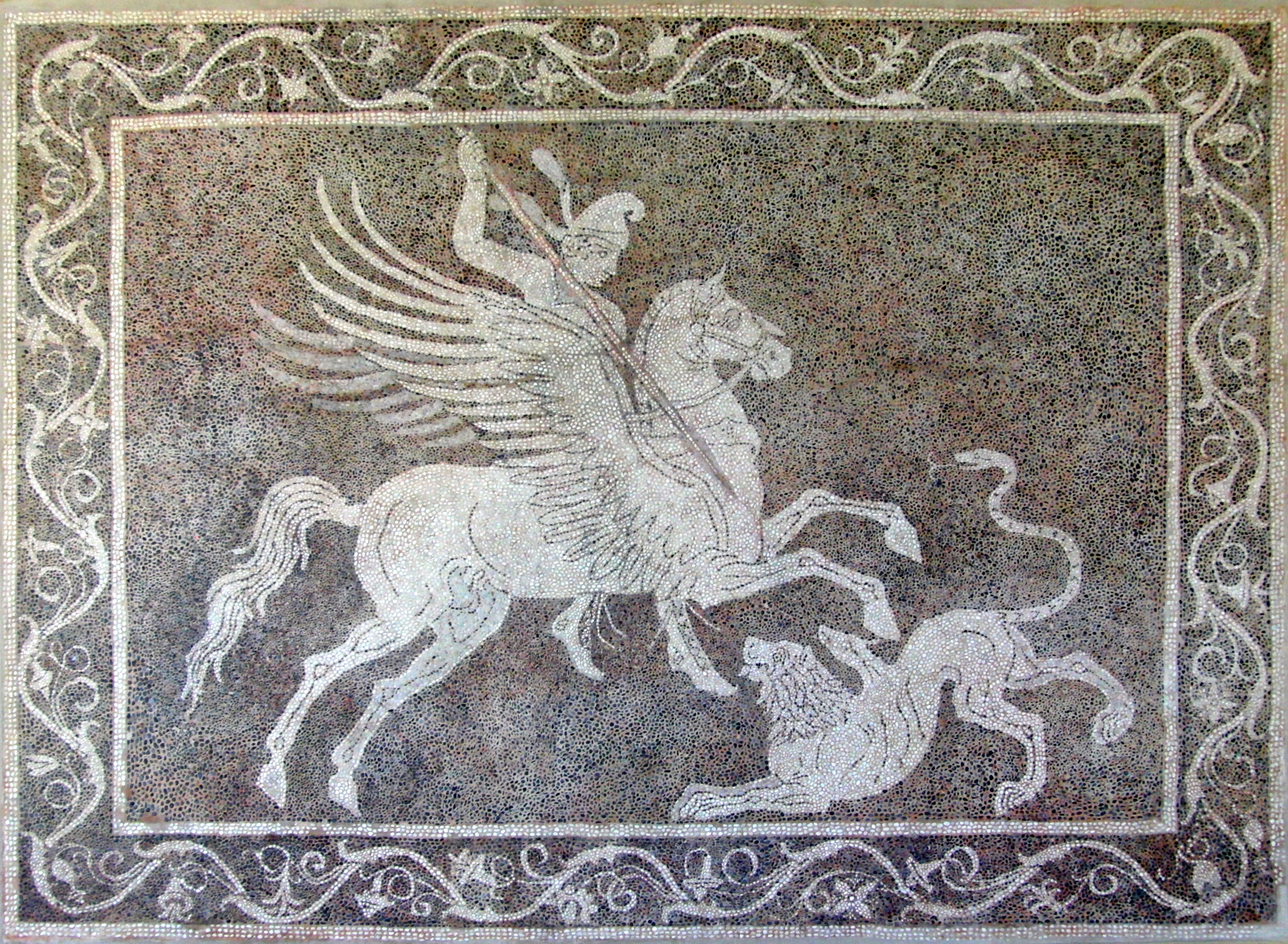
Bellerophon tötet die Chimäre (Mosaik aus Rhodos)
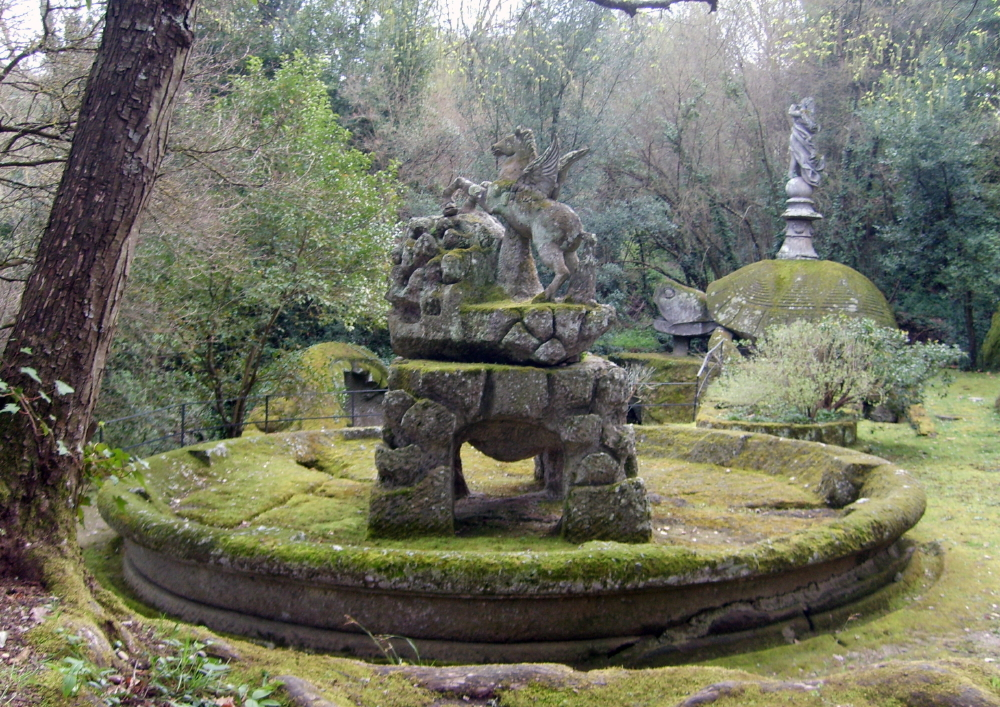
Pegasosstatue im Sacro-Bosco-Park
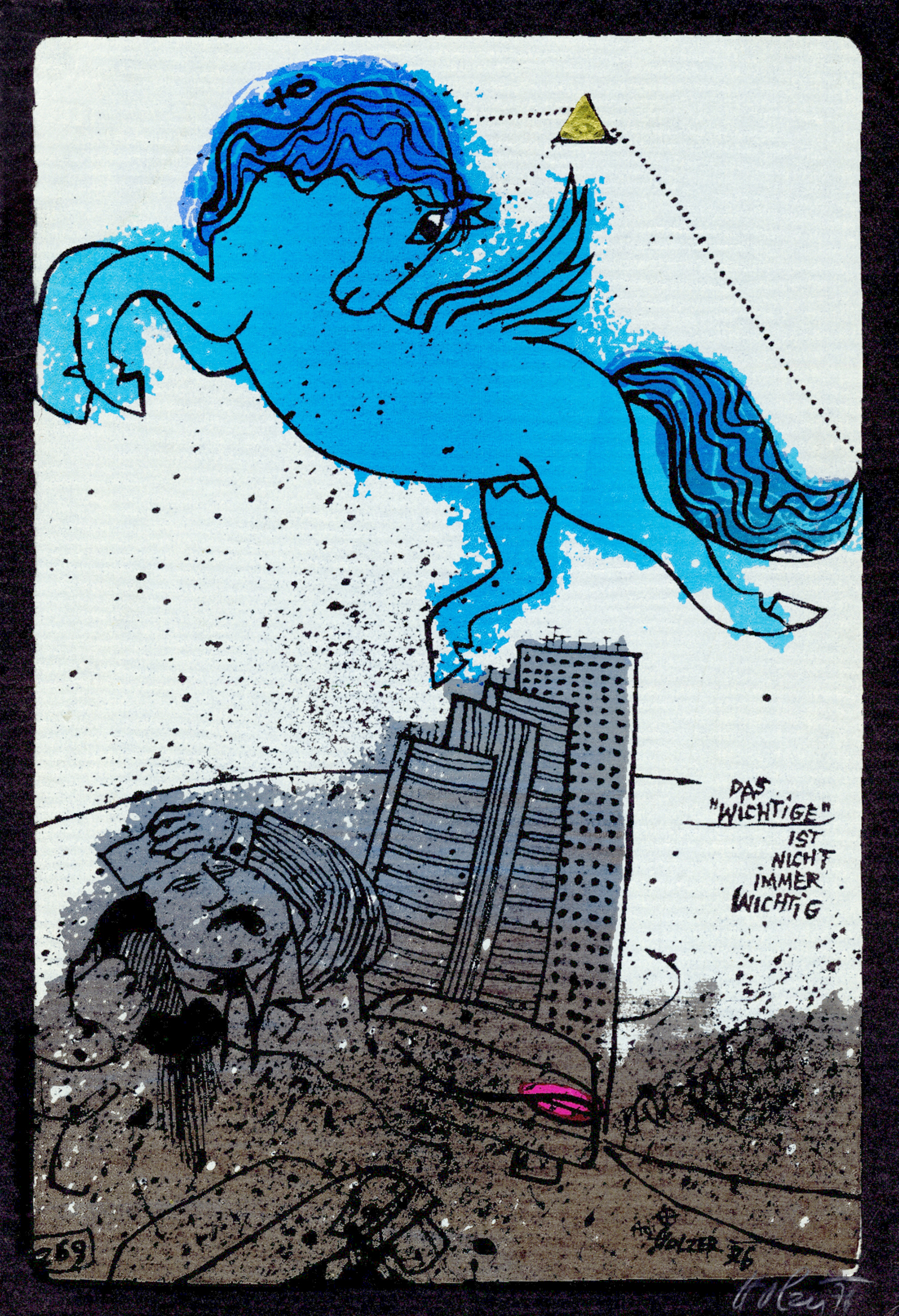
Serigrafie «Das Wichtige ist nicht immer wichtig» von Adi Holzer aus dem Jahr 1976 (Werkverzeichnis 269).
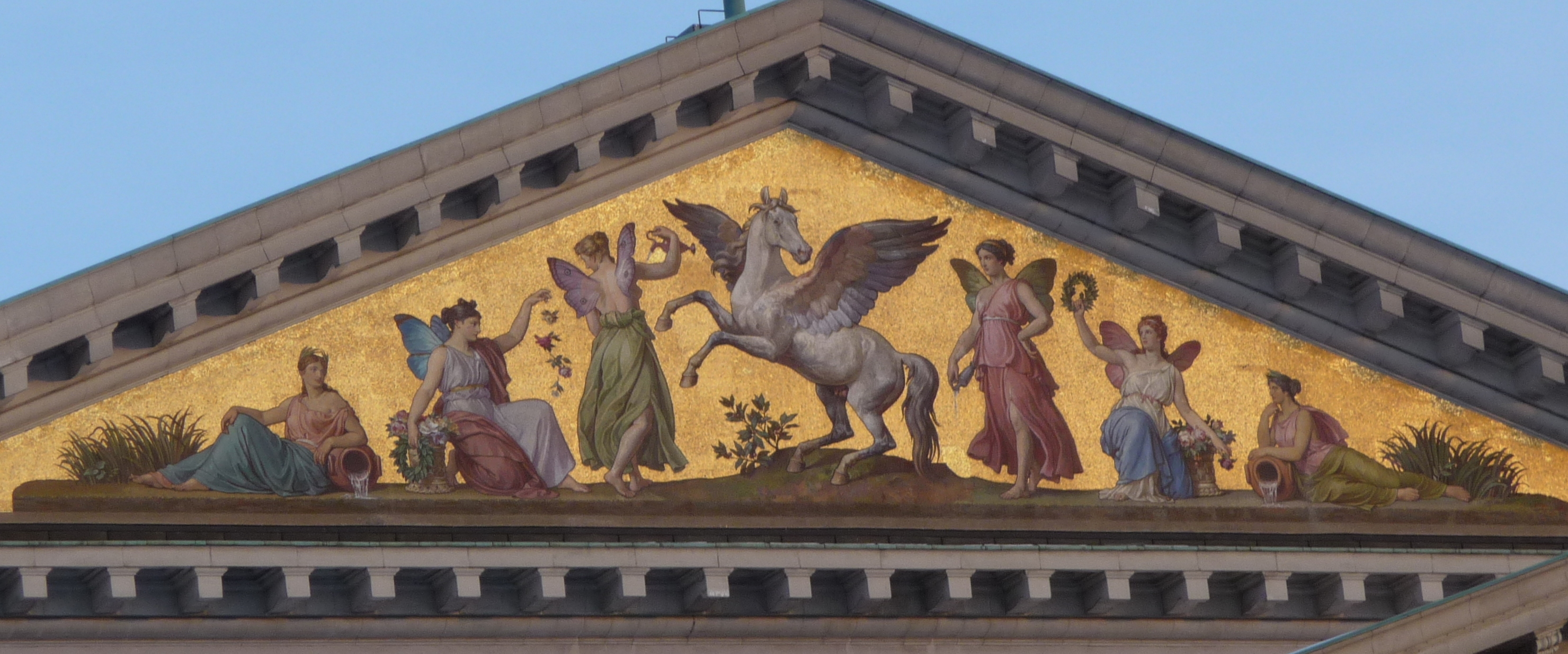
Pegasos am Giebel des Bayerischen Nationaltheaters in München

Wappen von Bargen BE
Wappen von Sluzk
Wappen der Toskana